# Stade du Fort Carré
A Stade du Fort Carré többrendeltetésű stadion Franciaországban,  Antibesben található. A létesítmény főleg labdarúgó mérkőzések tartanak. Nézőterének befogadó képessége 4000 fő. Az 1938-as labdarúgó-világbajnokságon egy mérkőzést, a Svédország-Kuba (8:0) találkozót rendezték itt. 